# Sandslån
Sandslån – miejscowość (tätort) w Szwecji w gminie Kramfors w regionie Västernorrland. Około 290 mieszkańców.